# Margaret J. Winkler
Margaret J. Winkler (ou M. J. Winkler) foi uma das figuras chaves da animação no período do cinema mudo dos Estados Unidos da América, tendo o papel crucial nas histórias de Max e Dave Fleischer, Pat Sullivan, Otto Messmer e Walt Disney.  Ela foi também a primeira mulher a produzir e a distribuir filmes animados.